# Johann Philipp Achilles Leisler

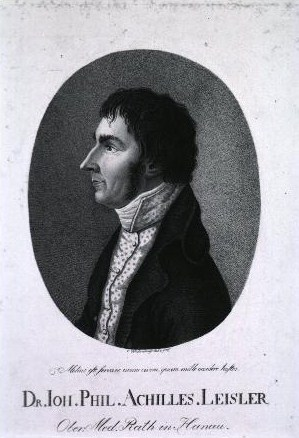
Johann Philipp Achilles Leisler

Johann Philipp Achilles Leisler (* 1. August 1772 in Hanau; † 8. Dezember 1813 ebenda) war ein deutscher Arzt und Zoologe.
Leisler vervollständigte in einem eigenen Werk die Naturgeschichte Deutschlands des Naturforschers und Ornithologen Johann Matthäus Bechstein (1757–1822). Mit diesem Werk beschrieb er unter anderem auch neue Vogelarten, wie zum Beispiel den Temminckstrandläufer (Calidris temminckii) (Leisler, 1812), den er nach seinem Freund benannt hat, dem Ornithologen Coenraad Jacob Temminck (1778–1858). Des Weiteren beschrieb er den Zwergstrandläufer (Calidris minuta) (Leisler, 1812) und die Kurzzehenlerche (Calandrella brachydactyla) (Leisler, 1814) als Erster. Der Zoologe Heinrich Kuhl (1797–1821) hat Leisler zu Ehren den Kleinen Abendsegler (Nyctalus leisleri) (Kuhl, 1817), eine Fledermausart, nach ihm benannt.
Leisler war Mitbegründer der Wetterauischen Gesellschaft für die gesamte Naturkunde zu Hanau 1808 e.V. Seine Tochter war die Schriftstellerin Luise von Plönnies.

## Werke
- Populäres Naturrecht. Eichenberg, Frankfurt 1799–1806.
- Über medicinische Wahrheit und über die Mittel, sie zu erlangen. Eichenberg, Frankfurt 1802.
- Nachträge zu Bechsteins Naturgeschichte Deutschlands. Schameck, Hanau 1812.

## Weblink
- Leisler, Johann Philipp Achilles. Hessische Biografie. (Stand: 5. Juni 2024). In: Landesgeschichtliches Informationssystem Hessen (LAGIS).

| Personendaten    | Personendaten                                                 |
| ---------------- | ------------------------------------------------------------- |
| NAME             | Leisler, Johann Philipp Achilles                              |
| KURZBESCHREIBUNG | deutscher Arzt und Zoologe                                    |
| GEBURTSDATUM     | 1. August 1772                                                |
| GEBURTSORT       | Hanau, Landgrafschaft Hessen-Kassel, Heiliges Römisches Reich |
| STERBEDATUM      | 8. Dezember 1813                                              |
| STERBEORT        | Hanau, Landgrafschaft Hessen-Kassel                           |